# Gustavo André
Gustavo André [Gustave Joseph André de Glymes] (Thy-le-Château, Bélgica, 4 de octubre de 1850 - Buenos Aires, 28 de julio de 1924) fue un ingeniero agrónomo belga que participó del desarrollo de la profesión en la Argentina. Asimismo es reconocido por haber creado en el Departamento Lavalle una colonia agrícola mediante regadío que fue luego llamada Ingeniero Gustavo André.
Cursó sus estudios superiores en la Universidad de Lovaina, graduándose de ingeniero agrónomo en 1875, con medalla de oro. En 1881, siendo presidente de Argentina, el general Julio Argentino Roca y gobernador el Doctor Dardo Rocha, empeñados en dar impulso a la agricultura y ganadería argentina decidieron de crear el Instituto de Santa Catalina, y para ello, deciden contratar un grupo de técnicos europeos. Al frente de estos profesionales estaba el ingeniero Gustave André de Glymes, que por sus dotes especiales y su capacidad fue contratado para asumir la dirección del instituto. El 6 de agosto de 1881 se inauguran solemnemente los cursos, fecha en que se celebra el dia del Ingeniero Agrónomo. Este instituto sirvió de base para la formación de la Facultad de Agronomía y Veterinaria de La Plata, que se fundó en 1889. En 1908 formó en Lavalle, provincia de Mendoza, una extensa colonia que lleva su nombre; transformando tierras áridas e incultas, en un vergel, con viñedos, frutales y otros cultivos, considerados entre los mejores de la provincia de Mendoza. Desarrolló su propia bodega en Santa Blanca, Maipú, Mendoza, donde el Ing Andre de Glymes se dedicó al cuidado de sus viñedos y la elaboración de sus propios vinos.  
Falleció en Buenos Aires el 28 de julio de 1924.

## Algunas publicaciones
- Química agrícola: Química del suelo. Vols. 1-2 de Enciclopedia Agrícola, dirección de G. Wery. Enciclopedia agrícola: Ciencias aplicadas a la agricultura. 2ª edición de P. Salvat, 319 pp. 1924